# Beckholmen
A Beckholmen (magyarul: Szurok-sziget) egy apró sziget Stockholm központjában.
Az évszázadok során a város hajózási iparát kiszolgáló sziget ma országos jelentőségű történelmi emlék. Djurgårdentől délre fekszik más hasonló területek (többek között Skeppsholmen, Kastellholmen, Djurgårdsvarvet és Blasieholmen) szomszédságában, és az Ekopark nevű nemzeti városi park, valamint a történelmi jelentőségű kikötői és tengeri területeket felölelő Stockholms Sjögård részét képezi.

### Külső hivatkozások
- Beckholmen, Stockholms Sjögård (svéd)